# Juganec
Juganec (in russo Юганец?) è un insediamento operaio della Russia europea centro-orientale, situato nel Volodarskij rajon dell'oblast' di Nižnij Novgorod.
Si trova 47 km a ovest di Nižnij Novgorod e 4 km a nord-est di Volodarsk.